# Michelangelo Falvetti
Michelangelo Falvetti (Melicuccà, 29 dicembre 1642 – Messina?, tra maggio e giugno 1697) è stato un compositore italiano.

## Biografia
Appartenente a un nobile casato, con propaggini in paesi vicini fra cui Seminara, che  con il periodo napoleonico subì una lenta decadenza, nel 1670 fu chiamato a Palermo come maestro di cappella e in quella città, nel 1679, creò l'«Unione dei Musici», che ebbe subito l'approvazione viceregia e che funzionava anche da associazione di mutuo soccorso. Verso il 1682 il Falvetti si trasferì a Messina, dove esisteva un'altra «Unione dei Musici», e ricoprì la carica di Maestro di Cappella del Senato di Messina.

## Opere

### Opere del periodo palermitano
- Abel figura dell'agnello eucaristico, dialogo eseguito nel Carnevale 1676 a Palermo, ed ivi stampato dalla Tipografia di Pietro dell'Isola;
- La spada di Gedeone, dialogo eseguito nel 1678 a Palermo, ed ivi stampato presso la Tipografia di Pietro dell'Isola;
- La Giuditta, dialogo eseguito nel 1680 nella Chiesa del Monastero del Cancelliere di Palermo, ed ivi stampato presso la Tipografia di Pietro dell'Isola. In quest'opera «appaiono evidenti allusioni sessuali molto spinte per quel tempo» [1];
- Il trionfo dell'anima, dialogo eseguito nel 1685 nella Chiesa della Congregazione dei Filippini a Palermo, ed ivi stampato presso la Tipografia di Pietro dell'Isola.

### Opere del periodo messinese
- È giusto il fato (dramma tragicomico, 1682)
- Il Diluvio Universale (dialogo, 1682).
- Il Nabucco (dialogo, 1683).
- Il sole fermato da Giosuè (dialogo, 1692).